# Francis Hare (6e comte de Listowel)
Francis Michael Hare, 6e comte de Listowel (né le 28 juin 1964), titré vicomte Ennismore jusqu'en 1997, est un pair irlandais et britannique.

## Biographie
Fils de William Hare, 5e comte de Listowel et de Pamela Mollie Day, et neveu de John Hare, 1er vicomte Blakenham, il fait ses études à la Westminster School et au Queen Mary and Westfield College de Londres, où il obtient un baccalauréat en littérature anglaise en 1992. En 1997, il succède à son père. Le comté porte le nom de Listowel, une ville du nord du comté de Kerry en Irlande.
Il siège d'abord à la Chambre des lords par le droit de sa pairie britannique de Baron Hare et est maintenant l'un des 90 pairs héréditaires élus pour rester à la Chambre des Lords après l'adoption de la House of Lords Act 1999, où il siège comme crossbencher. Il démissionne de la Chambre des lords le 21 juillet 2022.